# Шмидт, Рогер
Ро́гер Шмидт (нем. Roger Schmidt; род. 13 марта 1967, Кирспе, Северный Рейн-Вестфалия) — немецкий футболист и футбольный тренер.

## Карьера
Во время карьеры футболиста Шмидт поиграл за клубы Регионаллиги «Ферль» и «Падерборн 07», за «Липпштадт 08» из Оберлиги, а также за любительские клубы из низших дивизионов.
В 2004 году Шмидт стал играющим тренером клуба «Дельбрюк». Он работал в клубе до 2007 года и сумел за это время вывести клуб из Фербандсиги в Оберлигу. В июле 2007 года он стал главным тренером «Пройссена», выступавшего тогда в Оберлиге, подписав контракт на три года. Шмидт вывел команду в Регионаллигу, однако 19 марта 2010 года клуб его уволил.
В 2011 году Рогер возглавил «Падерборн 07». Проведя успешный сезон, Шмидт разорвал контракт с клубом и отправился в зальцбургский «Ред Булл». В свой первый сезон в качестве главного тренера «Ред Булла» Шмидт занял второе место в чемпионате, несмотря на 77 набранных очков и 91 забитый гол — на тот момент рекордные показатели в истории клуба. Кроме того, клуб вылетел на стадии второго квалификационного раунда Лиги чемпионов, уступив люксембургскому клубу «Ф91 Дюделанж». Однако руководство клуба продлило контракт со Шмидтом. В сезоне 2013/14 команда под руководством Шмидта обеспечила чемпионство после 28 туров. Также со 105 голами после 33 туров был побит рекорд венского «Рапида». В Лиге Европы «Ред Булл» занял первое место в группе, в 1/16 финала прошёл амстердамский «Аякс», однако вылетел от швейцарского «Базеля» в 1/8 финала.
В апреле 2014 года Шмидт подписал контракт с «Байером» на два года. В марте 2017 года был уволен из Леверкузена из-за неудовлетворительных результатов команды.
В июне 2017 года Рогер Шмидт подписал контракт с китайским клубом «Бэйцзин Синобо Гоань». В июле 2019 года Шмидт покинул клуб.
Спустя почти год после увольнения из китайского клуба, Рогер приступил к работе главным тренером в нидерландском ПСВ. Дважды заняв второе место в Эредивизи и выиграв Кубок и Суперкубок Нидерландов, Шмидт покинул команду после сезона 2021/22.
В мае 2022 года португальская «Бенфика» объявила, что Рогер Шмидт станет новым главным тренером команды. В своем первом сезоне во главе команды Шмидт выиграл чемпионат Португалии, опередив «Порту» на два очка. Второй сезон для Шмидта начался с победы в Суперкубке Португалии, но титул чемпионов Примейры защитить не удалось. В сентябре 2024 года клуб и тренер приняли решение о прекращении сотрудничества.

## Достижения

### В качестве тренера
Ред Булл (Зальцбург)
- Чемпион Австрии: 2013/14
- Обладатель Кубка Австрии: 2013/14

ПСВ
- Обладатель Кубка Нидерландов: 2021/22
- Обладатель Суперкубка Нидерландов: 2021

«Бенфика»
- Чемпион Португалии: 2022/23

## Тренерская статистика
| Команда              | Начало работы | Завершение работы | Показатели | Показатели | Показатели | Показатели | Показатели |
| Команда              | Начало работы | Завершение работы | М          | В          | Н          | П          | % побед    |
| -------------------- | ------------- | ----------------- | ---------- | ---------- | ---------- | ---------- | ---------- |
| Дельбрюк             | 1 июля 2005   | 30 июня 2007      | 70         | 23         | 19         | 28         | 032,86     |
| Пройссен             | 1 июля 2007   | 19 марта 2010     | 107        | 58         | 27         | 22         | 054,21     |
| Падерборн 07         | 1 июля 2011   | 30 июня 2012      | 36         | 18         | 10         | 8          | 050,00     |
| Ред Булл (Зальцбург) | 1 июля 2012   | 30 июня 2014      | 99         | 68         | 18         | 13         | 068,69     |
| Байер 04             | 1 июля 2014   | 5 марта 2017      | 125        | 62         | 27         | 36         | 049,60     |
| Бэйцзин Гоань        | 1 июля 2017   | 31 июля 2019      | 83         | 46         | 15         | 22         | 055,42     |
| ПСВ                  | 1 июля 2020   | 30 июня 2022      | 104        | 69         | 18         | 17         | 066,35     |
| Бенфика              | 1 июля 2022   | 31 августа 2024   | 42         | 35         | 5          | 2          | 083,33     |
| Итого                | Итого         | Итого             | 666        | 379        | 139        | 148        | 056,91     |